# Шонгар-дзонг
Шонгар-дзонг — руины крепости, построенной в XI веке в Бутане на территории современного дзонгхага Монгар. В настоящее время в джунглях сохранились остатки крепостной стены. Дзонг находится на высоком холме напротив шоссе. Этот дзонг считался оригинальным Монгар-дзонгом. Дзонг главенствовал над обширной областью вплоть до 1880 года, пока не сгорел, и было принято решение строить новый Монгар-дзонг в современном Монгаре, для которого использовались стройматериалы от сгоревшего дзонга.
Реликвии из дзонга сохранились в чортене в нескольких километрах при спуске к реке.
Существует несколько легенд о падении некогда знаменитого дзонга, когда-то по могуществу сопоставимому с Тронгса-дзонг.
По одной из легенд архитектор Зочен Бала был убит королём после завершения строительства из опасения, что он построит ещё более могучий дзонг. Бала переродился в мстительного духа в виде огромной змеи, которая должна была разрушить дзонг.
По другой легенде, пожар 1880 года вызвал дзонгпон Намела из монастыря Драмеце-гомпа. Тогда на дзонг напало полчище блох и мышей, которые стали нападать на людей. Намела предложил поджечь дзонг, чтобы избавиться от напасти.
Падение дзонга связывают также с землетрясением и решением дзонгпона покинуть дзонг, если землетрясение его повредит, и переместиться в местность с лучшим климатом без эпидемий.